# The Crown (serial telewizyjny)
The Crown (dosł. Korona) – brytyjsko-amerykański dramat oparty na prawdziwych wydarzeniach, wyprodukowany w latach 2016–2023 na zlecenie platformy internetowej Netflix opowiadający o życiu królowej Wielkiej Brytanii Elżbiety II.
Serial otrzymał dwa Złote Globy za rok 2016 – w kategoriach najlepszy serial dramatyczny oraz najlepsza aktorka w serialu dramatycznym (dla Claire Foy), a także nagrodę Emmy za sezon 2016/2017 w kategorii najlepszy aktor drugoplanowy w serialu dramatycznym (dla Johna Lithgowa). W 2020 serial otrzymał Złoty Glob w kategorii najlepsza aktorka w serialu dramatycznym (dla Olivii Colman), a w 2021 cztery Złote Globy – w kategoriach najlepszy serial dramatyczny, najlepsza aktorka w serialu dramatycznym (dla Emmy Corrin), najlepszy aktor w serialu dramatycznym (dla Josha O’Connora) i najlepsza aktorka drugoplanowa w serialu (dla Gillian Anderson).

## Produkcja i koncepcja
Scenarzystą serialu jest Peter Morgan, a jego współproducentem wykonawczym i jednym z reżyserów Stephen Daldry. W prasie pojawiały się różne szacunki dotyczące budżetu serialu, wahające się od 5 milionów funtów do nawet 13 milionów dolarów za jeden odcinek, co czyni The Crown jedną z najdroższych produkcji w historii telewizji. Cały serial został wstępnie zaplanowany na sześć serii, w których toku narracja ma zostać doprowadzona aż do współczesności. Co dwa sezony ma następować zmiana głównej obsady serialu, tak aby starzejących się bohaterów grali też odpowiednio starsi aktorzy.

## Obsada i postacie
Legenda
| Kolor zielony oznacza występ główny, to znaczy wymienienie w czołówce co najmniej trzech odcinków sezonu.              |
| Kolor żółty oznacza występ specjalny, to znaczy wymienienie w czołówce jednego lub dwóch odcinków sezonu.              |
| Kolor różowy oznacza występ drugoplanowy, to znaczy w co najmniej dwóch odcinkach sezonu, bez wymienienia w czołówce.  |
| Kolor jasnoniebieski oznacza występ gościnny, to znaczy w dokładnie jednym odcinku sezonu, bez wymienienia w czołówce. |
| Kolor szary oznacza brak występu w danym sezonie.                                                                      |

| Postać                        | Aktor                  | Aktor                  | Aktor                | Aktor                   | Aktor                | Aktor             |
| Postać                        | Sezon 1 (2016)         | Sezon 2 (2017)         | Sezon 3 (2019)       | Sezon 4 (2020)          | Sezon 5 (2022)       | Sezon 6 (2023)    |
| Postacie główne               | Postacie główne        | Postacie główne        | Postacie główne      | Postacie główne         | Postacie główne      | Postacie główne   |
| ----------------------------- | ---------------------- | ---------------------- | -------------------- | ----------------------- | -------------------- | ----------------- |
| Królowa Elżbieta II           | Claire Foy             | Claire Foy             | Olivia Colman        | Olivia Colman           | Imelda Staunton      | Imelda Staunton   |
| Królowa Elżbieta II           | Verity Russell         |                        | Verity Russell       | Claire Foy              | Claire Foy           | Claire Foy        |
| Królowa Elżbieta II           |                        |                        |                      |                         | Olivia Colman        |                   |
| Królowa Elżbieta II           |                        |                        |                      |                         | Viola Prettejohn     |                   |
| Książę Filip                  | Matt Smith             | Matt Smith             | Tobias Menzies       | Tobias Menzies          | Jonathan Pryce       | Jonathan Pryce    |
| Książę Filip                  |                        | Finn Elliot            | Finn Elliot          |                         |                      |                   |
| Księżniczka Małgorzata        | Vanessa Kirby          | Vanessa Kirby          | Helena Bonham Carter | Helena Bonham Carter    | Lesley Manville      | Lesley Manville   |
| Księżniczka Małgorzata        | Beau Gadsdon           |                        | Beau Gadsdon         |                         | Vanessa Kirby        | Beau Gadsdon      |
| Elżbieta, Królowa Matka       | Victoria Hamilton      | Victoria Hamilton      | Marion Bailey        | Marion Bailey           | Marcia Warren        | Marcia Warren     |
| Louis Mountbatten             | Greg Wise              | Greg Wise              | Charles Dance        | Charles Dance           |                      |                   |
| Anthony Eden                  | Jeremy Northam         | Jeremy Northam         |                      |                         |                      |                   |
| Królowa Maria                 | Eileen Atkins          |                        |                      |                         | Candida Benson       |                   |
| Peter Townsend                | Ben Miles              | Ben Miles              |                      |                         | Timothy Dalton       | Hamish Riddle     |
| Peter Townsend                |                        |                        |                      | Ben Miles               |                      |                   |
| Król Jerzy VI                 | Jared Harris           | Jared Harris           |                      |                         |                      |                   |
| Winston Churchill             | John Lithgow           | John Lithgow           | John Lithgow         |                         |                      |                   |
| Edward VIII                   | Alex Jennings          | Alex Jennings          | Derek Jacobi         |                         | Alex Jennings        |                   |
| Edward VIII                   | Alex Jennings          | Alex Jennings          | Derek Jacobi         | Adam Buchanan           |                      |                   |
| Wallis Simpson                | Lia Williams           | Lia Williams           | Geraldine Chaplin    |                         | Lia Williams         |                   |
| Księżniczka Anna              | Grace i Amelia Gilmour | Grace i Amelia Gilmour | Erin Doherty         | Erin Doherty            | Claudia Harrison     | Claudia Harrison  |
| Księżniczka Anna              | Lyla Barrett-Rye       |                        | Erin Doherty         | Erin Doherty            | Claudia Harrison     | Claudia Harrison  |
| Książę Karol                  | Billy Jenkins          | Billy Jenkins          | Josh O’Connor        | Josh O’Connor           | Dominic West         | Dominic West      |
| Książę Karol                  | Julian Baring          |                        | Josh O’Connor        | Josh O’Connor           | Dominic West         | Dominic West      |
| Harold Macmillan              |                        | Anton Lesser           |                      |                         |                      |                   |
| Antony Armstrong-Jones        |                        | Matthew Goode          | Ben Daniels          |                         |                      |                   |
| Harold Wilson                 |                        |                        | Jason Watkins        |                         |                      |                   |
| Kamila Parker Bowles          |                        |                        | Emerald Fennell      | Emerald Fennell         | Olivia Williams      | Olivia Williams   |
| Księżna Diana                 |                        |                        |                      | Emma Corrin             | Elizabeth Debicki    | Elizabeth Debicki |
| Margaret Thatcher             |                        |                        |                      | Gillian Anderson        |                      |                   |
| Margaret Thatcher             | Eva Feiler             |                        |                      |                         |                      |                   |
| Denis Thatcher                |                        |                        |                      | Stephen Boxer           |                      |                   |
| John Major                    |                        |                        |                      | Marc Ozall              | Jonny Lee Miller     |                   |
| Książę William                |                        |                        |                      | Lucas Barber-Grant      | Timothée Sambor      | Rufus Kampa       |
| Książę William                |                        |                        |                      | Elliott i Jasper Hughes | Senan West           | Ed McVey          |
| Książę Harry                  |                        |                        |                      | Arran Tinker            | Teddy Hawley         | Fflyn Edwards     |
| Książę Harry                  |                        |                        |                      |                         | Will Powell          | Luther Ford       |
| Penelope Knatchbull           |                        |                        |                      |                         | Natascha McElhone    |                   |
| Tony Blair                    |                        |                        |                      |                         | Bertie Carvel        | Bertie Carvel     |
| Mohamed Al-Fayed              |                        |                        |                      |                         | Salim Daw            | Salim Daw         |
| Mohamed Al-Fayed              |                        |                        |                      | Amir El-Masry           |                      |                   |
| Dodi Al-Fayed                 |                        |                        |                      |                         | Khalid Abdalla       | Khalid Abdalla    |
| Catherine Middleton           |                        |                        |                      |                         |                      | Meg Bellamy       |
| Catherine Middleton           | Ella Bright            |                        |                      |                         |                      |                   |
| Występy specjalne             |                        |                        |                      |                         |                      |                   |
| Graham Sutherland             | Stephen Dillane        |                        |                      |                         |                      |                   |
| Patricia Campbell             |                        | Gemma Whelan           |                      |                         |                      |                   |
| John Grigg, Lord Altrincham   |                        | John Heffernan         |                      |                         |                      |                   |
| Billy Graham                  |                        | Paul Sparks            |                      |                         |                      |                   |
| John F. Kennedy               |                        | Michael C. Hall        |                      |                         |                      |                   |
| Jacqueline Kennedy            |                        | Jodi Balfour           |                      |                         |                      |                   |
| Kurt Hahn                     |                        | Burghart Klaußner      |                      |                         |                      |                   |
| Lyndon B. Johnson             |                        |                        | Clancy Brown         |                         |                      |                   |
| Księżniczka Alicja Battenberg | Rosalind Knight        | Sophie Leigh Stone     | Jane Lapotaire       |                         |                      |                   |
| Edward Millward               |                        |                        | Mark Lewis Jones     |                         |                      |                   |
| Robin Woods                   |                        |                        | Tim McMullan         |                         |                      |                   |
| Edward Heath                  |                        |                        | Michael Maloney      |                         |                      |                   |
| Edward Heath                  | Louis Zegrean          |                        |                      |                         |                      |                   |
| Andrew Parker Bowles          |                        |                        | Andrew Buchan        | Andrew Buchan           | Daniel Flynn         |                   |
| Roddy Llewellyn               |                        |                        | Harry Treadaway      | Harry Treadaway         |                      |                   |
| Michael Fagan                 |                        |                        |                      | Tom Brooke              |                      |                   |
| Bob Hawke                     |                        |                        |                      | Richard Roxburgh        |                      |                   |
| Derek Johnson                 |                        |                        |                      | Tom Burke               |                      |                   |
| Michael Shea                  |                        |                        |                      | Nicholas Farrell        |                      |                   |
| Martin Bashir                 |                        |                        |                      |                         | Prasanna Puwanarajah |                   |
| Carole Middleton              |                        |                        |                      |                         |                      | Eve Best          |

## Przegląd sezonów
| Sezon | Sezon | Odcinki | Liczba Odcinków | Data premiery /   |
| ----- | ----- | ------- | --------------- | ----------------- |
|       | 1     | 1-10    | 10              | 4 listopada 2016  |
|       | 2     | 11-20   | 10              | 8 grudnia 2017    |
|       | 3     | 21-30   | 10              | 17 listopada 2019 |
|       | 4     | 31-40   | 10              | 15 listopada 2020 |
|       | 5     | 41-50   | 10              | 9 listopada 2022  |
|       | 6     | 51-60   | 4               | 16 listopada 2023 |
| 6     | 6     | 51-60   | 14 grudnia 2023 |                   |

## Lista odcinków

### Seria 1 (2016)
Pierwsza seria obejmuje wydarzenia z życia Elżbiety z lat 1947–1956.
| Nr | #  | Tytuł                 | Polski tytuł        | Reżyseria      | Scenariusz   | Premiera         |
| --- | -- | --------------------- | ------------------- | -------------- | ------------ | ---------------- |
| 1 | 1  | Wolferton Splash      | Wolferton Splash    | Stephen Daldry | Peter Morgan | 4 listopada 2016 |
| Odcinek ukazuje w skrócie wydarzenia z lat 1947–1951, to jest od ślubu księżniczki Elżbiety z Filipem, księciem Danii i Grecji, odtąd tytułowanym księciem Edynburga, do powrotu Winstona Churchilla na urząd premiera Wielkiej Brytanii po sześcioletniej przerwie. Mocno zarysowany jest też wątek postępującej choroby króla Jerzego VI, który zdaje sobie sprawę ze zbliżającej się śmierci i choć nie mówi o tym swojej rodzinie, to stara się przygotowywać Elżbietę i Filipa do sukcesji. |    |                       |                     |                |              |                  |
| 2 | 2  | Hyde Park Corner      | Hyde Park Corner    | Stephen Daldry | Peter Morgan | 4 listopada 2016 |
| Elżbieta i Filip wyruszają w długą podróż po krajach Wspólnoty Narodów. Pierwszym etapem jest wizyta w Kenii, gdzie oprócz wypełniania oficjalnych obowiązków, mają też trochę czasu, aby cieszyć się sobą nawzajem i swoją miłością. Nagle dociera do nich wiadomość o śmierci Jerzego VI, co automatycznie oznacza, iż Elżbieta została właśnie królową. |    |                       |                     |                |              |                  |
| 3 | 3  | Windsor               | Książę Windsoru     | Philip Martin  | Peter Morgan | 4 listopada 2016 |
| Między Elżbietą a Filipem pojawiają się pierwsze poważne konflikty, wynikające ze zobowiązań królowej. Rodzina panująca powinna mieszkać w Buckingham Palace, tymczasem Filip jest bardzo przywiązany do ich dotychczasowej siedziby w Clarence House, w której remont włożył dużo serca i środków. Sporna jest również nazwa dynastii panującej – czy powinna nadal nazywać się Windsorami, czy też Mountbattenami, od nazwiska przybranego przez Filipa po jego przybyciu do Wielkiej Brytanii. Ponadto odcinek prezentuje, w dużej mierze poprzez retrospekcje, wydarzenia kryzysu abdykacyjnego z 1936 roku i złego traktowania, jakiego doświadczał po opuszczeniu tronu Edward VIII, jako były król tytułowany księciem Windsoru.                           |    |                       |                     |                |              |                  |
| 4 | 4  | Act of God            | Siła wyższa         | Julian Jarrold | Peter Morgan | 4 listopada 2016 |
| Odcinek poświęcony jest niemal w całości wydarzeniom związanym z tzw. wielkim smogiem londyńskim z grudnia 1952 roku. Początkowo premier Churchill bagatelizuje narastający kryzys, co wywołuje rosnące niezadowolenie zarówno opinii publicznej, jak i królowej Elżbiety, która coraz mocniej skłania się do poglądu, że sędziwy szef rządu stracił kontakt z realnymi problemami i powinien odejść. Dopiero śmierć ulubionej sekretarki Churchilla, która ginie w spowodowanym smogiem wypadku, radykalnie zmienia zachowanie premiera. |    |                       |                     |                |              |                  |
| 5 | 5  | Smoke and Mirrors     | Magia korony        | Philip Martin  | Peter Morgan | 4 listopada 2016 |
| Umiera królowa Maria, babcia Elżbiety II, co staje się pretekstem do wizyty w Londynie mieszkającego na co dzień we Francji księcia Windsoru i w konsekwencji prowadzi do kolejnej odsłony konfliktu między byłym królem a elitami dworskimi i kościelnymi. Równocześnie trwają przygotowania do uroczystej koronacji Elżbiety. Monarchini wbrew utartym zwyczajom stawia na czele komitetu organizacyjnego własnego męża, ten zaś stara się unowocześnić uświęconą stuleciami tradycji ceremonię, m.in. poprzez transmisję telewizyjną. |    |                       |                     |                |              |                  |
| 6 | 6  | Gelignite             | Punkt zapalny       | Julian Jarrold | Peter Morgan | 4 listopada 2016 |
| Romans księżniczki Małgorzaty i kapitana Petera Townsenda, dotąd będący tajemnicą poliszynela na dworze królewskim, wychodzi na światło dziennie i staje się jednym z najszerzej komentowanych w tabloidach tematów. Zakochani proszą królową o zgodę na ślub, ale Townsend jest rozwodnikiem, co znacznie komplikuje sytuację. Ostatecznie kapitan zostaje zmuszony do wyjazdu na placówkę dyplomatyczną w Brukseli, ale Elżbieta przyrzeka swej młodszej siostrze, że gdy ta skończy 25 lat (czyli za dwa lata) będzie mogła decydować o sobie zupełnie swobodnie. |    |                       |                     |                |              |                  |
| 7 | 7  | Scientia Potentia Est | Wiedza to potęga    | Benjamin Caron | Peter Morgan | 4 listopada 2016 |
| Elżbieta dochodzi do wniosku, że wykształcenie, które odebrała jako księżniczka, jest dalece niewystarczające, aby mogła po partnersku rozmawiać z czołowymi politykami. W tajemnicy zatrudnia więc znanego profesora jako swego korepetytora. Tommy Lascelles przechodzi na emeryturę i widzi jako swojego następcę na stanowisku głównego sekretarza królowej Michaela Adeane’a, ale kandydatem preferowanym przez samą Elżbietę jest Martin Charteris. Tymczasem premier Churchill przechodzi dwa wylewy i jest przykuty do łóżka, co rząd stara się skwapliwie ukrywać przed królową. |    |                       |                     |                |              |                  |
| 8 | 8  | Pride & Joy           | Duma i radość       | Philip Martin  | Peter Morgan | 4 listopada 2016 |
| Elżbieta i Filip wyruszają w wielomiesięczną, wycieńczającą podróż po krajach Wspólnoty Narodów. Zmęczona wydarzeniami ostatnich lat królowa-matka Elżbieta zaszywa się w Szkocji, gdzie negocjuje zakup zamku Mey. W tej sytuacji najwyższą rangą członkinią rodziny królewskiej, wypełniającą oficjalne obowiązki w Londynie, staje się Małgorzata, która postanawia zdecydowanie rozluźnić tradycyjnie obowiązujące normy i rygory. Popada przez to w konflikt z siostrą. |    |                       |                     |                |              |                  |
| 9 | 9  | Assassins             | Przyjaźń i szacunek | Benjamin Caron | Peter Morgan | 4 listopada 2016 |
| Coraz bardziej napięte relacje Elżbiety i Filipa skłaniają królową do zacieśnienia przyjaźni z lordem Porchesterem, zarządzającym królewską stadniną. Budzi to zazdrość księcia Edynburga. Churchill kończy 80 lat, zaś częścią obchodów jego urodzin ma być odsłonięcie jego nowego oficjalnego portretu, który ma namalować słynny artysta Graham Sutherland. Dzieło Sutherlanda, choć znakomite artystycznie, ukazuje Churchilla bardzo naturalistycznie, jako schorowanego starca. Początkowo szef rządu publicznie upokarza malarza i każe zniszczyć obraz, ale ostatecznie pod wpływem wzbudzonych przez te wydarzenia refleksji, a także nacisków ze strony własnego zaplecza politycznego, przechodzi na emeryturę. Nowym premierem zostaje Anthony Eden. |    |                       |                     |                |              |                  |
| 10 | 10 | Gloriana              | Gloriana            | Philip Martin  | Peter Morgan | 4 listopada 2016 |
| Małgorzata kończy 25 lat i domaga się od Elżbiety wypełnienia danej jej dwa lata wcześniej obietnicy, iż w tym wieku będzie mogła poślubić rozwiedzionego kapitana Townsenda. Choć monarchini początkowo bardzo chce dotrzymać słowa, napotyka na silny opór gabinetu i Kościoła. Ostatecznie Małgorzata musi wybierać między swoją wielką miłością a przywilejami wynikającymi z członkostwa w rodzinie królewskiej, których ewentualny ślub automatycznie ją pozbawi. W polityce zagranicznej zaostrza się konflikt premiera Edena z rządzącym Egiptem pułkownikiem Naserem, co stanowi preludium kryzysu sueskiego. |    |                       |                     |                |              |                  |

### Seria 2 (2017)
Druga seria obejmuje wydarzenia z życia Elżbiety z lat 1957–1964.
| Nr | #  | Tytuł             | Polski tytuł          | Reżyseria          | Scenariusz                | Premiera       |
| --- | -- | ----------------- | --------------------- | ------------------ | ------------------------- | -------------- |
| 11 | 1  | Misadventure      | Nieszczęśliwy wypadek | Philip Martin      | Peter Morgan              | 8 grudnia 2017 |
| W lutym 1957 na pokładzie HMY Britannia w Lizbonie Elżbieta i Filip rozmawiając o stanie swojego małżeństwa, zgadzają się, że rozwód nie wchodzi w grę. Pięć miesięcy wcześniej Elżbieta znalazła dowody na romans męża, znalazłszy zdjęcia wybitnej rosyjskiej baletnicy Galiny Ułanowej w jego teczce. Kanclerz skarbu Harold Macmillan początkowo kwestionuje, sugerowaną przez Edena, interwencję wojskową w sprawie przejęcia Kanału Sueskiego przez Egipt, ale ostatecznie je akceptuje. Wuj Filipa, lord Mountbatten, ostrzega Elżbietę, iż istnieje plan, dotyczącego ataku Izraela na Półwysep Synaj. Podczas konfrontacji z Edenem, Elżbieta dowiaduje się, że faktycznie planowana jest inwazja, będąca częścią tajnego porozumienia między rządami Izraela, Francji i Wielkiej Brytanii w sprawie odzyskania kanału bez zgody Organizacji Narodów Zjednoczonych. Elizabeth udziela mu wsparcia, po czym idzie obejrzeć występ Ułanowej. W tym czasie siły brytyjskie zaczynają przenosić się do Egiptu. |    |                   |                       |                    |                           |                |
| 12 | 2  | A Company of Men  | W Męskim Gronie       | Philip Martin      | Peter Morgan              | 8 grudnia 2017 |
| Po wycofaniu sił brytyjskich z Egiptu na skutek nacisku międzynarodowego, mający problemy premier Eden wraz z żoną udaje się w urlop zdrowotny na Jamajkę. Filip kontynuuje królewską podróż, przerywaną po wywiadzie, podczas którego dziennikarka indagowała go o historię rodziny. W Boże Narodzenie Filip przez radio informuje Elżbietę, że czuje się samotny. Tymczasem Eileen Parker, żona prywatnego sekretarza Philipa, Michaela, wszczyna postępowanie rozwodowe z przyczyn niewierności. Charteris ostrzega Adeane, że w konsekwencji mogą się pojawić pytania prasy na temat kryzysu w małżeństwie Elżbiety i Filipa. |    |                   |                       |                    |                           |                |
| 13 | 3  | Lisbon            | Lizbona               | Philip Martin      | Peter Morgan              | 8 grudnia 2017 |
| Eden po powrocie z Jamajki stwierdza, że rząd i Partia Konserwatywna, obwiniając go o skutki kryzysu sueskiego, zwróciły się przeciwko niemu. Eden składa dymisję, a premierem zostaje Harold Macmillan. Adeane we współpracy z Lascellesem próbuje zmienić zdanie Eileen co do jej rozwodu. Królowa zostaje poinformowana o kryzysie w związku Eileen i Mike’a, co może mieć bezpośredni wpływ na monarchię. Rząd postanawia nie przerywać podróży Filipa, co wywołałoby dodatkowe zamieszanie. Filip zmusza Michaela do rezygnacji, gdy sprawa rozwodu wydostaje się na światło dzienne. Elżbieta jedzie na zakończenie królewskiej trasy Filipa by zdementować plotki o kryzysie w ich małżeństwie. 22 lutego 1957 Filip zostaje księciem Wielkiej Brytanii jako „Jego Królewska Wysokość Książę Filip, książę Edynburga”. |    |                   |                       |                    |                           |                |
| 14 | 4  | Beryl             | Beryl                 | Benjamin Caron     | Amy Jenkins, Peter Morgan | 8 grudnia 2017 |
| Małgorzata dochodzi do siebie po zerwaniu z Townsendem, przyjmuje oświadczyny od bliskiego przyjaciela Billy’ego Wallace’a, a po otrzymaniu błogosławieństwa od Elżbiety planuje ogłosić związek podczas gali z okazji 10. rocznicy ślubu Elżbiety i Filipa. Jednak tuż przed ogłoszeniem nowiny Małgorzata zrywa zaręczyny, gdy okazuje się, że Wallace miał romans. Następnego dnia, po rozmowie z królową matką na temat jej urodzinowego portretu, Małgorzata spotyka na imprezie fotografa Antony’ego Armstronga-Jonesa i zgadza się, by zrobił jej zdjęcie. Po sesji zakończonej wspólną nocą, fotograf publikuje niestosowne zdjęcie księżniczki, co wywołuje skandal. Premier Macmillan naciska na żonę, by zakończyła swój romans. |    |                   |                       |                    |                           |                |
| 15 | 5  | Marionettes       | Marionetki            | Philippa Lowthorpe | Peter Morgan              | 8 grudnia 2017 |
| W odpowiedzi na nieudane przemówienie Elżbiety w fabryce samochodów nieznany szerzej lord Altrincham pisze artykuł krytykujący styl jej wystąpień publicznych. Początkowo oponująca opinia publiczna i prasa zaczynają go popierać po wywiadzie telewizyjnym, w którym mówi, że monarchia musi się dostosować do powojennego społeczeństwa. Po rozmowie z premierem Macmillanem, który zwraca uwagę królowej na antymonarchistyczne tendencje we współczesnym świecie, Elżbieta decyduje się spotkać z Altrinchamem. Po tej rozmowie królowa zgadza się na zmiany w życiu monarchii – doroczne przemówienie królewskie jest po raz pierwszy transmitowane przez telewizję, zaś pałac Buckingham staje się częściowo otwarty dla zwykłych obywateli. Nowe porządki nie podobają się Królowej Matce. |    |                   |                       |                    |                           |                |
| 16 | 6  | Vergangenheit     | Przeszłość            | Philippa Lowthorpe | Peter Morgan              | 8 grudnia 2017 |
| W 1945 w okupowanej Turyngii niemiecki oficer pokazuje amerykańskim żołnierzom zakopaną w lesie skrzynię zawierającą tajne dokumenty, należące do osobistego tłumacza Adolfa Hitlera. Po przetłumaczeniu premier Churchill i król Jerzy zgadzają się, że dokumentów nie należy publikować ze względu na kompromitującą zawartość. W 1958 Elżbieta zafascynowana postacią amerykańskiego ewangelisty Billy’ego Grahama postanawia zaprosić go do wygłoszenia kazania w swojej kaplicy. W tym czasie otrzymuje list od księcia Windsoru z prośbą o pozwolenie na powrót do kraju, gdzie mógłby znaleźć zajęcie dla siebie. Królowa wyraża zgodę, a książę podczas pobytu w Anglii wraz z grupą popleczników zaczyna szukać dla siebie godnego stanowiska. Gdy historycy brytyjscy odkrywają dokumenty z 1945, które nazwano „Marburg Files”, Macmillan przedstawia sprawę Elżbiecie. Sekretarz Adeane i Królowa Matka potwierdzają, że tom, który historycy chcą opublikować, dotyczy przyjaznych relacji księcia Windsoru z nazistowskimi oficjelami. Elżbieta prosi wtedy Lascellesa o radę i poznaje pełną prawdę o związkach księcia z nazistami. Królowa pod wpływem nauk Grahama próbuje wybaczyć stryjowi, ale ostatecznie wydala go za zdradę ojczyzny i zezwala na opublikowanie teczki. |    |                   |                       |                    |                           |                |
| 17 | 7  | Matrimonium       | Matrimonium           | Benjamin Caron     | Peter Morgan              | 8 grudnia 2017 |
| Dowiedziawszy się, że Townsend jest zaręczony z kobietą, która jest od niego znacznie młodsza, Małgorzata naciska na Tony’ego, by zaproponował małżeństwo. Ponieważ Elżbieta jest w ciąży z trzecim dzieckiem, protokół uniemożliwia jej ogłoszenie zaręczyn. Adeane i Lascelles dowiadują się, że Tony był zaangażowany w szereg relacji seksualnych, w tym z kobietą prawdopodobnie będącą z nim w ciąży. 19 lutego 1960, po urodzeniu księcia Andrzeja, Elżbieta postanawia nie mówić nic Małgorzacie. Osiem miesięcy później Małgorzata i Tony pobierają się w Opactwie Westminsterskim. |    |                   |                       |                    |                           |                |
| 18 | 8  | Dear Mrs. Kennedy | Szanowna Pani Kennedy | Stephen Daldry     | Peter Morgan              | 8 grudnia 2017 |
| Elżbieta zaprasza prezydenta USA, Johna Kennedy’ego i jego żonę Jackie do Pałacu Buckingham na kolację, podczas której znajduje wspólny język z Pierwszą Damą. Następnego dnia odkrywa, że Jackie obraziła ją podczas imprezy. Pod wpływem Jackie królowa jedzie do Ghany, gdzie spotyka się z prezydentem Kwame Nkrumahem, którego relacje ze Związkiem Radzieckim wywołują obawy w rządzie brytyjskim. Elżbieta podczas fokstrota przekonuje go do zerwania więzi ze Związkiem Radzieckim i przyłączenia Ghany do wolnego świata. Po pewnym czasie Jackie odwiedza Elżbietę w zamku Windsor i przeprasza za swoje poprzednie zachowanie, tłumacząc, że była wtedy pod wpływem pewnej „substancji”. Elżbieta radzi się Filipa, czy powinna była odpowiedzieć osobiście. 22 listopada 1963, po obejrzeniu relacji z zamachu na Johna F. Kennedy’ego, Elżbieta zarządza tydzień żałoby w domu i pisze list z wyrazami współczucia do Jackie. |    |                   |                       |                    |                           |                |
| 19 | 9  | Paterfamilias     | Rodzinna Sprawa       | Stephen Daldry     | Tom Edge, Peter Morgan    | 8 grudnia 2017 |
| Filip zapisuje Karola do szkoły Gordonstoun w szkockim Moray, pomimo protestów Elżbiety i lorda Mountbattena, którzy zalecają Eton College. Filip jednak stawia na swoim, powołując się na wcześniejszą umowę z Elżbietą co do wychowania syna. Zabierając Karola do szkoły, Filip wspomina swój pobyt w Gordonstoun, a także śmierć swojej starszej siostry Cecylii i jej rodziny w katastrofie lotniczej, o co obwiniał go jego ojciec książę Andrzej. Karol zmaga się z rygorystycznym programem nauczania Gordonstoun, a w dniu imprezy szkolnej znika, po czym ochrona znajduje go płaczącego. Wkrótce potem Filip zabiera Karola do domu, upominając go, że jest „cholernie słaby”. |    |                   |                       |                    |                           |                |
| 20 | 10 | Mystery Man       | Tajemniczy Mężczyzna  | Benjamin Caron     | Peter Morgan              | 8 grudnia 2017 |
| W marcu 1963 intymne relacje między sekretarzem stanu ds. wojny Johnem Profumo a modelką Christine Keeler wychodzą na jaw, co powoduje skandal i chaos w rządzie. Gdy prasa spekuluje na temat tożsamości „tajemniczego mężczyzny” na zdjęciu wykonanym na przyjęciu wydanym przez londyńskiego osteopatę Stephena Warda, oskarżonego o przestępstwa związane z niemoralnością, Małgorzata i Tony zauważają podobieństwa między nim a Filipem. Ward popełnia samobójstwo, a policja przeszukując jego rzeczy znajduje odręczny portret Filipa. Macmillan rezygnuje ze stanowiska premiera z przyczyn zdrowotnych, a jego następcą zostaje Alec Douglas-Home. Elżbieta pyta Filipa, czy jest tajemniczym mężczyzną, i konfrontuje go ze zdjęciem Ułanowej. Filip przyznaje, że znał Warda w niewielkim stopniu, odwiedził klinikę w ubiegłym roku po zranieniu szyi, ale zaprzecza swojemu uczestnictwu w imprezach, potwierdzając swą miłość i poparcie dla Elżbiety. Rok później Elżbieta rodzi czwarte dziecko, syna Edwarda. |    |                   |                       |                    |                           |                |

### Seria 3 (2019)
Trzecia seria obejmuje wydarzenia z życia Elżbiety z lat 1964–1977.
| Nr | #  | Tytuł         | Polski tytuł       | Reżyseria           | Scenariusz                  | Premiera          |
| --- | -- | ------------- | ------------------ | ------------------- | --------------------------- | ----------------- |
| 21 | 1  | Olding        | Olding             | Benjamin Caron      | Peter Morgan                | 17 listopada 2019 |
| W 1964 roku, gdy Wielka Brytania witała nowego premiera Harolda Wilsona, Elżbieta usłyszała, że Wilson pracuje dla KGB pod pseudonimem „Olding”. Początkowo odrzuca je jako plotki, ale później dowiaduje się od umierającego Winstona Churchilla, że był podejrzliwy w stosunku do Wilsona za czasów swojego premierowania. W następnym roku, podczas pogrzebu Churchilla, królowa jest świadkiem, jak Wilson rozmawia z Rosjanami. Tymczasem w Waszyngtonie, uśpiony agent Rosjan informuje Departament Sprawiedliwości o szpiegu KGB wewnątrz Pałacu Buckingham. Okazuje się, że nie jest nim Wilson, ale doradca artystyczny dworu sir Anthony Blunt. Elżbieta przeprasza Wilsona, ale postanawia zachować prawdę w tajemnicy z obawy przed utratą reputacji MI6. Filip konfrontuje się z Bluntem na osobności, grożąc mu konsekwencjami. Blunt w samoobronie grozi księciu ujawnieniem jego udziału w Aferze Profumo. Ostatecznie Blunt zachowuje więc swoje stanowisko, ale zostaje usunięty w cień. |    |               |                    |                     |                             |                   |
| 22 | 2  | Margaretology | Fanklub Małgorzaty | Benjamin Caron      | Peter Morgan                | 17 listopada 2019 |
| W 1965 księżniczka Małgorzata i jej mąż, Tony wyruszają w trasę po Stanach Zjednoczonych, odwiedzając główne miasta wzdłuż Zachodniego Wybrzeża i rodzinę z Arizony. Mają uczestniczyć w premierze książki Tony’ego w Nowym Jorku. Tymczasem premier Wilson przekazuje królowej, że kraj potrzebuje pomocy finansowej od prezydenta Lyndona B. Johnsona i zaprasza go do omówienia tej kwestii, co strona amerykańska pozostawia bez reakcji. Po trzech nieudanych próbach Wilson konstatuje, że powodem odrzucenia zaproszenia przez Johnsona jest brak poparcia Wielkiej Brytanii dla USA w wojnie w Wietnamie. W ostatniej chwili udaje się zaaranżować zaproszenie, bawiącej w USA, Małgorzaty na prywatną kolację w Białym Domu. Księżniczce udaje się oczarować prezydenta i przekonać go do pomocy w ratowaniu swojego kraju. Później Małgorzata zwraca się do siostry z prośbą o częstsze dzielenie się obowiązkami, ale Filip doradza żonie, by nie powierzała więcej obowiązków jego szwagierce. |    |               |                    |                     |                             |                   |
| 23 | 3  | Aberfan       | Aberfan            | Benjamin Caron      | Peter Morgan                | 17 listopada 2019 |
| W październiku 1966 po katastrofie w Aberfan królowa postanawia nie składać wizyty w wiosce, pomimo próśb premiera Wilsona. W pogrzebie zmarłych dzieci bierze za to udział książę Filip. Społeczeństwo za katastrofę obwinia Krajową Radę Węgla, a potem rząd. Po otrzymaniu listu krytykującego Elżbietę za brak empatii, królowa konfrontuje się z Wilsonem. Elżbieta odwiedza później Aberfan, składając kwiaty na grobach i odwiedzając pogrążonych w żałobie członków rodzin ofiar. Następnie spotyka się z Wilsonem, rozmawiając na temat swojego zachowania. Prywatnie królowa roni łzę, słuchając nagrania piosenki śpiewanej na pogrzebie dzieci. |    |               |                    |                     |                             |                   |
| 24 | 4  | Bubbikins     | Bubbikins          | Benjamin Caron      | Peter Morgan                | 17 listopada 2019 |
| W 1967 Wilson przekazuje królowej, że księżniczka Alicja, matka Filipa, która mieszka w klasztorze w Atenach, może być zagrożona z powodu niedawnego zamachu stanu w Grecji. Elżbieta ściąga więc teściową do Wielkiej Brytanii i zapewnia jej pobyt w Pałacu Buckingham pomimo protestów Filipa. Gdy królowa i Anna opiekują się Alicją, rodzina królewska bierze udział w filmie dokumentalnym pokazującym, że są normalnymi ludźmi. Film zostaje jednak skrytykowany, dlatego Filip prosi księżniczkę Annę do udzielenia wywiadu reporterowi „The Guardian”. Na skutek choroby Anny reporter odbywa jednak rozmowę z jej babką, Alicją. Wywiad okazuje się sukcesem, w wyniku czego Filip godzi się z matką. |    |               |                    |                     |                             |                   |
| 25 | 5  | Coup          | Zamach             | Christian Schwochow | Peter Morgan                | 17 listopada 2019 |
| W 1968 Elżbieta i Porchey udają się do Francji i Ameryki, by poznać nowoczesne metody hodowli i szkolenia koni wyścigowych, podczas gdy Wilson decyduje się na dewaluację funta. Magnet medialny Cecil Harmsworth King spotyka się z lordem Mountbattenem, proponując plan zastąpienia Wilsona. Choć początkowo sceptyczny, Mountbatten akceptuje ten pomysł, ale później dochodzi do wniosku, że nie może tego dokonać bez autoryzacji królowej. Wilson dzwoni do królowej Elżbiety i donosi jej o swoich podejrzeniach co do pełzającego zamachu stanu. Po powrocie, królowa karci Mountbattena, który później odwiedza siostrę Alicję, aby porozmawiać o ich starości i miejscu w społeczeństwie. |    |               |                    |                     |                             |                   |
| 26 | 6  | Tywysog Cymru | Tywysog Cymru      | Christian Schwochow | James Graham, Peter Morgan  | 17 listopada 2019 |
| Za radą Wilsona królowa postanawia zabrać syna Karola z uniwersytetu w Cambridge, gdzie w końcu znalazł trochę szczęścia i zamiłowania do amatorskich dramatów. Wysyła go na trzy miesiące do Walii, aby studiował i uczył się języka przed inwestyturą na Księcia Walii. Tam Karol zaprzyjaźnia się z walijskim nauczycielem, Tedi Millwardem i staje się sympatykiem walijskiego nacjonalizmu. Decyzja Karola, by w swoim przemówieniu zamieścić oświadczenia, które skutecznie wyraziły by poparcie dla Walii, doprowadza do złości Elżbietę. Karol prosił o spotkanie ze swoją matką, licząc na uznanie, a nawet wsparcie, ale nie otrzymuje ani tego, ani tego. W zamian zostaje skarcony, że musi pozostać bezstronny i powinien tłumić swoje opinie. Karol wraca do aktorstwa w sztuce w Cambridge, gdzie widzi go siostra Anna. |    |               |                    |                     |                             |                   |
| 27 | 7  | Moondust      | Księżycowy pył     | Jessica Hobbs       | Peter Morgan                | 17 listopada 2019 |
| Podczas pierwszego lądowania na Księżycu książę Filip czuje się niezadowolony z braku własnych osiągnięć i szuka inspiracji. Kiedy astronauci Apollo 11 odwiedzili Pałac Buckingham, Filip organizuje z nimi prywatne spotkanie. Pyta ich, jak wyglądało lądowanie na Księżycu, oczekując „bogów”, ale rozczarowuje się ich przyziemnymi odpowiedziami. Z kolei astronauci pytają go, jak to jest mieszkać w Pałacu Buckingham. Książę miał złe zdanie na temat dziekana Windsor jako nudnego, co skłania Elżbietę do zmiany na tym stanowisku. Jego następca – Robin Woods – otwiera nową „akademię religijną dla osobistego i duchowego rozwoju” na terenie zamku. Filip zostaje zaproszony do wzięcia udziału i chociaż początkowo opiera się, po spotkaniu z astronautami, dzieli się z pastorami swoimi doświadczeniami w akademii o stracie wiary i zaprzyjaźnia się z Woodsem. |    |               |                    |                     |                             |                   |
| 28 | 8  | Dangling Man  | Stan zawieszenia   | Sam Donovan         | David Hancock, Peter Morgan | 17 listopada 2019 |
| Książę Karol jest w miłosnym trójkącie z Andrew Parkerem Bowlesem i jego dziewczyną Camillą Shand. Z kolei z Parkerem Bowlesem ma romans księżniczka Anna. Królowa Elżbieta po raz ostatni spotyka księcia Windsoru krótko przed jego śmiercią w 1972. Oboje zastanawiają się nad okolicznościami, które doprowadziły do tego, że Elżbieta została królową. Stryj prosi o przebaczenie, ale zauważa, że czasami powinna być wdzięczna, że abdykował. Daje jej listy Karola, które królowa czyta z niepokojem. Edward Heath zostaje premierem po wyborach powszechnych w 1970 roku. |    |               |                    |                     |                             |                   |
| 29 | 9  | Imbroglio     | Ambaras            | Sam Donovan         | Peter Morgan                | 17 listopada 2019 |
| W 1974 wybucha strajk górników. Louis Mountbatten i Elżbieta „Królowa Matka” Bowes-Lyon zawiązują spisek, aby zakończyć związek księcia Karola z Camillą Shand. Książę zostaje wysyłany za granicę na 8 miesięcy. Po rozmowie Królowej Matki z rodzicami Andrew Parkera-Bowlesa i Camilli Shand, odbywa się ślub pary. Królowa, początkowo współczująca synowi, słyszy od Anny o jej romansie z Andrew Parkerem-Bowlesem i jej przekonaniu, że Camilla jest przeznaczona dla niego, a nie Karola. |    |               |                    |                     |                             |                   |
| 30 | 10 | Cri de Coeur  | Cri de Coeur       | Jessica Hobbs       | Peter Morgan                | 17 listopada 2019 |
| Po tym, jak jej małżeństwo zaczęło się rozpadać, w 1973 Małgorzata zostaje przedstawiona Roddy’emu Llewellynowi co rozpoczyna romans. Oboje udają się w podróż na Karaiby, gdzie zostają sfotografowani razem, a zdjęcia ukazują się w gazetach. Dowiedziawszy się o tym, po sugestiach matki, Elżbieta wzywa ich z powrotem do Wielkiej Brytanii. Po wycofaniu się Wilsona, Małgorzata podejmuje próbę samobójczą, co zbliża ją do Elżbiety. Siostry rozmawiają o swym wieku i martwych małżeństwach. W 1977 królowa obchodzi swój srebrny jubileusz panowania. |    |               |                    |                     |                             |                   |

### Seria 4 (2020)
Czwarta seria obejmuje wydarzenia z życia Elżbiety z lat 1979–1990. Premiera miała miejsce 15 listopada 2020.
| Nr | #  | Tytuł                    | Polski tytuł         | Reżyseria        | Scenariusz                       | Premiera          |
| --- | -- | ------------------------ | -------------------- | ---------------- | -------------------------------- | ----------------- |
| 31 | 1  | Gold Stick               | Adiutant królowej    | Benjamin Caron   | Peter Morgan                     | 15 listopada 2020 |
| Książę Karol, wciąż kontaktujący się z zamężną już Camillą Parker-Bowles, poznaje Dianę Spencer, młodszą siostrę swej niedawnej przyjaciółki. Partia konserwatywna wygrywa wybory w 1979, dzięki czemu jej liderka, Margaret Thatcher zostaje pierwszą kobietą na stanowisku premiera Wielkiej Brytanii. Pierwsze spotkanie z królową nie wypada najlepiej. W zamachu bombowym zorganizowanym przez IRA ginie, bliski sercu księcia Filipa i księcia Karola, Lord Mountbatten. Premier Thatcher obiecuje pokonać IRA. Już po śmierci Mountbattena Karol otrzymuje od niego ostatni list, w którym ten krytykuje romans z Camillą i zachęca go do znalezienia odpowiedniej żony. Książę spotyka ponownie Dianę i zaprasza ją na randkę. Księżniczka Anna wznawia karierę sportową w skokach przez przeszkody. |    |                          |                      |                  |                                  |                   |
| 32 | 2  | The Balmoral Test        | Test balmoralski     | Paul Whittington | Peter Morgan                     | 15 listopada 2020 |
| Pani Thatcher forsuje znaczne cięcia wydatków w swoim pierwszym budżecie, wbrew sprzeciwowi niektórych kolegów z rządu. Premier wraz z małżonkiem zostają zaproszeni przez królową na weekend z rodziną królewską w Balmoral. Niestety, towarzystwo nie przypada sobie do gustu, pani premier wyjeżdża przed czasem, tłumacząc się kryzysem rządowym. Z kolei zaproszona do Balmoral Diana robi dobre wrażenie na rodzinie królewskiej. Karol, nakłaniany przez rodzinę do zaangażowania się w związek z Dianą, zwierza się z problemu Camilli. Ta zachęca go do poślubienia młodej hrabianki. Tymczasem premier Thatcher przemeblowuje swój gabinet, zwalniając niewygodnych oponentów. |    |                          |                      |                  |                                  |                   |
| 33 | 3  | Fairytale                | Jak w bajce          | Benjamin Caron   | Peter Morgan                     | 15 listopada 2020 |
| Książę Karol oświadcza się Dianie i zostaje przyjęty. Młoda narzeczona przenosi się ze swojego londyńskiego mieszkania do pałacu Buckingham. Karol wyjeżdża na dłużej za granicę, a Diana spędza samotnie tygodnie, za całą rozrywkę mając naukę etykiety dworskiej. Gdy Camilla zaprasza ją na lunch, Diana zdaje sobie sprawę, że prawie w ogóle nie zna swego narzeczonego, podczas gdy Camilla wie o nich wszystko. Zrozpaczona myśli o odwołaniu małżeństwa. Okazuje się też, że ciepi na bulimię. Gdy Karol wraca z podróży, przed powrotem do domu jedzie odwiedzić najpierw Camillę. Na zarzuty Diany odpowiada, że pojechał tam, by zakończyć dawny związek. Rodzina królewska dostrzega problem w związku księcia Karola i Diany. Księżniczka Małgorzata twierdzi, że małżeństwo będzie błędem, ale książę Filip uważa, że Karol z czasem pokocha Dianę. Królowa przychyla się do zdania męża i sugeruje Karolowi cierpliwość, a szczęście przyjdzie. Małżeństwo zostaje zawarte z wielką pompą. |    |                          |                      |                  |                                  |                   |
| 34 | 4  | Favourites               | Ulubieńcy            | Paul Whittington | Peter Morgan                     | 15 listopada 2020 |
| Początek 1982 roku. Premier Thatcher podczas spotkania z królową daje upust swoim emocjom: przejmuje się bowiem sprawą swego syna, który zaginął podczas rajdu Paryż-Dakar. Przyznaje się także królowej, że darzy syna specjalnymi uczuciami. Królowa Elżbieta rozmawia z mężem o faworyzowaniu swoich dzieci. Książę Filip bez wahania wskazuje na księżniczkę Annę, królowa nie ma zdania. Poruszona problemem, królowa umawia się na osobne spotkanie z każdym ze swoich dzieci i stwierdza, że wszystkie mają problemy życiowe. Mark Thatcher po kilku dniach znajduje się w Algierii. Wraca do domu i jest hołubiony przez matkę, ku niezadowoleniu siostry bliźniaczki. Księżna Diana jest w ciąży, a jej stosunki z Karolem uległy pogorszeniu. Syn przyznaje się królowej, że wciąż utrzymuje kontakty z Camillą. Na odległym południowym Atlantyku rowija się konflikt między Argentyną a Wielką Brytanią o niewielki łańcuch wysp – Falklandy. Premier Thatcher podejmuje zdecydowane działania zbrojne w celu opanowania wysp.                                                                                         |    |                          |                      |                  |                                  |                   |
| 35 | 5  | Fagan                    | Fagan                | Paul Whittington | Jonathan D. Wilson, Peter Morgan | 15 listopada 2020 |
| Premier Thatcher na cotygodniowej audiencji informuje królową o zwycięstwie w wojnie o Falklandy. Królowa z kolei konstatuje, że polityka ekonomiczna rządu doprowadziła do wysokiego bezrobocia. Tymczasem malarz pokojowy Michael Fagan przez utratę pracy wpada w problemy życiowe. Podczas wizyty w biurze jednego z posłów narzeka na gospodarkę i wydatki na wojnę. Poseł ironicznie sugeruje mu, że powinien zgłosić swoje obawy królowej. Pewnego wieczora Fagan rzeczywiście wkrada się do pałacu Buckingham. Zostaje zauważony i ucieka, ale po kilku dniach wraca po tym, jak opieka społeczna zabroniła mu kontaktu z dziećmi. Włamuje się nad ranem do pałacu i nachodzi królową w jej sypialni. Nie napastuje jej, jedynie skarży się na rządy premier Thatcher. Po kolejnej audiencji u królowej pani premier bierze udział w paradzie zwycięstwa po wojnie o Falklandy. |    |                          |                      |                  |                                  |                   |
| 36 | 6  | Terra Nullius            | Terra Nullius        | Julian Jarrold   | Peter Morgan                     | 15 listopada 2020 |
| Republikanin Bob Hawke wygrywa wybory i zostaje premierem Australii. W zbliżającej się wizycie Karola i Diany widzi szansę na uwolnienie się spod zależności od Korony Brytyjskiej. Para książęca wylatuje zabierając małego Williama na wyraźne żądanie Diany. W trakcie wizyty Diana podbija serca Australijczyków niwecząc nadzieje premiera Hawke’a. Także w sferze prywatnej wizyta jest przełomem, Karol i Diana wreszcie odbywają szczerą rozmowę o trudnościach w ich małżeństwie. Diana narzeka na nieskończony związek z Camillą, a Karol wyznaje jej miłość. Na koniec wizyty książę znów izoluje się od żony, winiąc ją za przesłonięcie jego postaci podczas wizyty. Po powrocie do Wielkiej Brytanii para wraca do swych domów. Diana prosi o spotykanie z królową i opowiada o braku szczęścia w ich małżeństwie, prosząc o wsparcie. Królowa pozostaje nieporuszona. |    |                          |                      |                  |                                  |                   |
| 37 | 7  | The Hereditary Principle | Zasada dziedziczenia | Jessica Hobbs    | Peter Morgan                     | 15 listopada 2020 |
| Po osiągnięciu przez księcia Edwarda wieku 21 lat, publiczna rola księżniczki Małgorzaty zostaje ograniczona, co znacznie pogarsza jej nastrój. Dochodzą do tego problemy zdrowotne spowodowane nałogowym paleniem. Po operacyjnym usunięciu części płuca, Małgorzata wyjeżdża za granicę, by dojść do siebie. Po powrocie, za radą Karola, zaczyna spotykać się z terapeutką. W trakcie terapii, wspominając o problemach psychicznych wśród członków swej rodziny księżniczka dowiaduje się, że kuzynki ze strony matki, Nerissa i Katherine Bowes-Lyon, które uważała za zmarłe, wciąż żyją i są po cichu zamknięte w szpitalach psychiatrycznych. Konfrontuje się z Królową Matką, która twierdzi, że rodzina królewska nie miała wyboru ukrywając chore, ponieważ wiedza ta podałaby w wątpliwość czystość rodu królewskiego. |    |                          |                      |                  |                                  |                   |
| 38 | 8  | 48:1                     | 48:1                 | Jessica Hobbs    | Peter Morgan                     | 15 listopada 2020 |
| Premier Thatcher i królowa ścierają się o nałożenie sankcji na apartheid w Południowej Afryce. Królowa uważa, że sankcje gospodarcze są konieczne do walki z segregacją rasową i posłużą zbliżeniu narodów Brytyjskiej Wspólnoty Narodów, podczas gdy Thatcher uważa, że zaszkodziłoby to brytyjskiemu handlowi i poszczególnym Brytyjczykom walczącym o poprawę swojego losu. Po spotkaniu członków Wspólnoty w 1985 na Bahamach, szefowie rządów chcą wydać zwyczajowy komunikat, aby wywrzeć presję na RPA. Jedyną osobą opierającą się jest premier Thatcher. Po wielu modyfikacjach talent sekretarza prasowego królowej, Michaela Shea – w wolnym czasie powieściopisarza – który zmienia słowo „sankcje” na „sygnały”, sprawia, że Thatcher podpisuje dokument w imieniu Wielkiej Brytanii. W kraju prasa spekuluje o napięciu między rządem a Pałacem w sprawie RPA. Prywatny sekretarz królowej Martin Charteris sugeruje rzecznikowi dyskretne ujawnienie szczegółów konfliktu. Po publikacji i wobec narastającego skandalu Charteris obarcza jednak Shea odpowiedzialnością za sprawę i zmusza go złożenia rezygnacji. |    |                          |                      |                  |                                  |                   |
| 39 | 9  | Avalanche                | Lawina               | Jessica Hobbs    | Peter Morgan                     | 15 listopada 2020 |
| Na gali zorganizowanej przez Royal Opera House z okazji 37. urodzin księcia Karola, Diana zaskakuje publiczność i swego męża występując na scenie w duecie do utworu „Uptown Girl” Billy Joela. Występ wywołuje efekt odwrotny do zamierzonego – książę po raz kolejny uważa, że Diana go przyćmiewa i przyczynia się do spadku jego popularności. Karol wyjeżdża na narty do Szwajcarii. Tam zostaje ofiarą lawiny, która zabija jego przyjaciela Hugh Lindsaya. Wypadek uświadamia mu, że tak naprawdę chce być z Kamilą i planuje zerwanie związku z Dianą. Kiedy Elżbieta dowiaduje się, że zarówno Karol, jak i Diana są sobie niewierni, wraz z księciem Filipem próbują pogodzić parę. Diana przeprasza i obiecuje pozostać wierna mężowi, Karol nie ma możliwości wygłoszenia przygotowanej kwestii. Mimo komunikatów ze strony Anny i samej Kamili, żeby realistycznie podchodził do ich związku, Karol wciąż ignoruje Dianę, która w końcu wraca do romansu z Jamesem Hewittem. |    |                          |                      |                  |                                  |                   |
| 40 | 10 | War                      | Wojna                | Jessica Hobbs    | Peter Morgan                     | 15 listopada 2020 |
| Po rezygnacji wicepremiera Geoffreya Howe premier Thatcher ma coraz mniejsze poparcie. By ratować swe stanowisko prosi Elżbietę o rozwiązanie Parlamentu. Królowa nie ulega i uświadamia premier, że społeczeństwo, a nawet jej własna partia są przeciwko niej. Premier Margaret Thatcher ostatecznie podaje się do dymisji. Na ostatniej audiencji otrzymuje od królowej Elżbiety wysokie odznaczenie, Order Zasługi. Księżna Diana podróżuje do Nowego Jorku na pokładzie Concorde’a, gdzie oczarowuje Amerykanów. Kiedy rodzina królewska zbiera się w Balmoral na Boże Narodzenie, Elżbieta nie chce spotkać się z Dianą, odmawia także wysłuchania skarg Karola, przypominając mu o służbie krajowi. Książę Filip zaś mówi Dianie, że nie jest jedyną osobą cierpiącą w tej rodzinie i powinna skupić się na postaci Elżbiety, ostrzega ją także przed konsekwencjami, jakie poniesie, jeśli jej małżeństwo się rozsypie. |    |                          |                      |                  |                                  |                   |

### Seria 5 (2022)
Piąta seria obejmuje wydarzenia z życia Elżbiety z lat 1990–1997.
| Nr | #  | Tytuł                   | Polski tytuł              | Reżyseria           | Scenariusz   | Premiera         |
| --- | -- | ----------------------- | ------------------------- | ------------------- | ------------ | ---------------- |
| 41 | 1  | Queen Victoria Syndrome | Syndrom Królowej Wiktorii | Jessica Hobbs       | Peter Morgan | 9 listopada 2022 |
| W 1953 roku Elżbieta uruchamia Royal Yacht Britannia. W 1991 roku Elżbieta i Filip odbywają dwutygodniowy rejs na pokładzie starzejącej się Britannii, podczas gdy Karol i Diana udają się do Włoch na coś, co uważa się za ich drugi miesiąc miodowy. Diana jest zirytowana, że Karol zaprosił swoich kuzynów Nortona i Penelope Knatchbull, aby do nich dołączyli; tym bardziej, gdy Karol skraca wakacje z powodu „konfliktu w dzienniku”. Sondaż Sunday Times ujawnia, że połowa brytyjskiej opinii publicznej faworyzuje Elżbietę, postrzeganą jako zasiadająca na tronie zbyt długo, abdykująca, aby Karol został królem. Elżbieta poznaje nowego premiera Johna Majora w zamku Balmoral i prosi rząd o sfinansowanie renowacji Britannii. Major zgadza się, mimo że przyznaje się do niechęci. Filip, Karol, Diana i Małgorzata rozmawiają z Majorem podczas balu Ghillies, każdy zwierzając się ze swoich kłopotów. Major mówi później swojej żonie Normie, że sytuacja rodziny królewskiej zagraża stabilności kraju.                    |    |                         |                           |                     |              |                  |
| 42 | 2  | The System              | System                    | Jessica Hobbs       | Peter Morgan | 9 listopada 2022 |
| Filip otrzymuje wiadomość o śmierci córki Knatchbullów, udzielając wywiadu o tym, jak dostał się do powożenia powozem. Aby pomóc pogrążonej w żałobie Penelope, wprowadza ją w świat sportu. Diana dowiaduje się od przyjaciela Jamesa Colthursta, że dziennikarz Andrew Morton planuje napisać pełną biografię. Zgadza się pomóc Mortonowi, widząc w książce szansę na opowiedzenie swojej wersji historii. Aby zapobiec bezpośredniemu kontaktowi, Morton zadaje Colthurstowi pytania do przekazania Dianie, która przekazuje odpowiedzi Mortonowi. Filip zastanawia się nad swoim żalem po śmierci siostry, pomagając Penelope założyć organizację charytatywną ku pamięci jej córki. Następnie Penelope informuje Filipa o plotkach dotyczących Diany i jej związku z Mortonem. Colthurst ulega wypadkowi drogowemu, włamuje się do domu Mortona, a Filip ostrzega Dianę przed konsekwencjami nielojalności podczas niespodziewanej wizyty. Książka Mortona zostaje opublikowana w obliczu rosnących napięć między Dianą a rodziną królewską. |    |                         |                           |                     |              |                  |
| 43 | 3  | Mou Mou                 | Mou Mou                   | Alex Gabassi        | Peter Morgan | 9 listopada 2022 |
| W 1946 roku w Aleksandrii w Egipcie uliczny sprzedawca Coca-Coli Mohamed Al-Fayed krótko spotyka księcia i księżną Windsoru. W 1979 roku Mohamed, obecnie bogaty biznesmen, kupuje Hôtel Ritz Paris. Mohamed każe swojemu synowi Dodiemu zwolnić czarnego kelnera Sydneya Johnsona na przyjęciu, ale zatrudnia go ponownie po odkryciu, że był lokajem księcia Windsoru. Johnson uczy Mohameda brytyjskich zwyczajów i etykiety. Mohamed kupuje sklep Harrodsa i zostaje producentem wykonawczym filmu Rydwany ognia, który zdobył Oscara za najlepszy film. W 1986 roku, po śmierci księżnej Windsoru, Mohamed wynajmuje i odnawia willę Windsorów. Otrzymawszy zaproszenie do odwiedzenia, królowa wysyła swojego prywatnego sekretarza, Sir Roberta Fellowesa, aby przejął w posiadanie pewne przedmioty do Królewskiej Kolekcji. Johnson umiera wkrótce potem. Na Royal Windsor Horse Show Mohamed spotyka Dianę, którą królowa wysyła, by usiadła z nim, i przedstawia ją Dodiemu.                                                           |    |                         |                           |                     |              |                  |
| 44 | 4  | Annus Horribilis        | Annus Horribilis          | May el-Toukhy       | Peter Morgan | 9 listopada 2022 |
| Małgorzata otrzymuje list od Petera Townsenda i dowiaduje się, że będzie on w Londynie na przyjęciu weteranów. Byli kochankowie ponownie się spotykają, a Townsend mówi, że planuje zwrócić listy napisane podczas ich związku. Andrzej prosi Elżbietę o pozwolenie na separację po opublikowaniu kompromitujących zdjęć jego żony; niedawno rozwiedziona Anna ogłasza zamiar poślubienia Timothy’ego Laurence’a, a Karol twierdzi, że jego zmagania małżeńskie wpłyną na rodzinę królewską. W zamku Windsor wybucha pożar, niszcząc ponad sto pokoi. Małgorzata mówi Elżbiecie, że wciąż jest wściekła, że nie pozwolono jej poślubić Townsenda. Podczas lunchu z okazji jej Rubinowego Jubileuszu Elżbieta wygłasza przemówienie, w którym opisuje rok 1992 jako „annus horribilis”. |    |                         |                           |                     |              |                  |
| 45 | 5  | The Way Ahead           | Droga naprzód             | May el-Toukhy       | Peter Morgan | 9 listopada 2022 |
| Po decyzji Elżbiety, by zezwolić Karolowi i Dianie na separację, starsi członkowie rodziny królewskiej tworzą nieformalną grupę doradców, aby znaleźć sposoby na poprawę wizerunku monarchii. Grupa wymyśla tylko drobne środki. Tabloid publikuje transkrypcje intymnej rozmowy telefonicznej Karola i Kamili sprzed trzech lat. Aby poprawić swój publiczny wizerunek, Karol bierze udział w filmie dokumentalnym ITV. Diana przyćmiewa go w noc premiery, biorąc udział w wydarzeniu w stroju nazwanym przez media „suknią zemsty”. Anna zgłasza się do starszych członków rodziny królewskiej po spotkaniu z Karolem. |    |                         |                           |                     |              |                  |
| 46 | 6  | Ipatiev House           | Dom Ipatiewa              | Christian Schwochow | Peter Morgan | 9 listopada 2022 |
| W 1917 roku król Jerzy V i królowa Maria zostają poproszeni przez rząd brytyjski o wsparcie wysłania okrętu wojennego do Rosji, który miał zabrać cara Mikołaja II i jego rodzinę do Wielkiej Brytanii. W domu Ipatiewa w Jekaterynburgu Romanowowie zostają straceni przez miejscowych bolszewików. W 1992 roku królowa przyjmuje prezydenta Rosji Borysa Jelcyna w Pałacu Buckingham. Jelcyn zaprasza królową na oficjalną wizytę w Rosji. Królowa, wskazując, że Jelcyn wykonał rozkaz zburzenia Domu Ipatiewa, stawia warunek ekshumacji i ponownego pochowania szczątków Romanowów. Jelcyn zgadza się, a książę Filip pomaga zidentyfikować szczątki poprzez profilowanie DNA, dostarczając swoje próbki. Podczas wizyty państwowej w Rosji Filip przyznaje królowej, że szukał intelektualnego towarzystwa gdzie indziej, a najbliższą przyjaciółką była lady Romsey. Królowa zaprasza Lady Romsey do publicznego wystąpienia wraz z rodziną królewską, aby rozwiać plotki o wszelkich nieprawidłowościach.                                 |    |                         |                           |                     |              |                  |
| 47 | 7  | No Woman’s Land         | Ziemia niczyja            | Erik Richter Strand | Peter Morgan | 9 listopada 2022 |
| Książę William zaczyna uczęszczać do Eton College. Diana zmaga się z separacją i zmieniającymi się relacjami z synem. Martin Bashir, dziennikarz programu publicystycznego BBC Panorama, zyskuje zaufanie Charlesa Spencera, brata Diany. Bashir twierdzi, że pracownicy Karola i Diany, tacy jak Patrick Jephson, szpiegują dla służb bezpieczeństwa. Diana poznaje chirurga Hasnata Khana. William zwierza się królowej, że czasami martwi się o swoją matkę. Diana czeka w szpitalu, aż spotka się z Khanem. Charles Spencer przedstawia Dianę Bashirowi; Bashir przekonuje Dianę do sfilmowania wywiadu by opowiedziała swoją historię w odpowiedzi na dokument Karola. Diana i Khan oglądają razem film, a potem całują się. Bashir zachęca Dianę, by nie czuła się niepewnie. |    |                         |                           |                     |              |                  |
| 48 | 8  | Gunpowder               | Proch strzelniczy         | Erik Richter Strand | Peter Morgan | 9 listopada 2022 |
| Diana i Khan kontynuują swój związek. Bashir i jego redaktor Steve Hewlett otrzymują zgodę od dyrektora generalnego BBC, Johna Birta, na przeprowadzenie wywiadu. Charles Spencer zauważa niespójności w rachunkach Bashira i radzi Dianie, aby zaprzestała kontaktu, ale Bashir przekonuje Dianę, by kontynuowała. Bashir i jego zespół filmują „Wywiad z JKW Księżną Walii” w tajemnicy w mieszkaniu Diany w Pałacu Kensington w noc przy ognisku. Przeglądając materiał filmowy, Birt jest oszołomiony zawartością materiałów wybuchowych i ma obawy co do wypuszczenia jej na zewnątrz, ale jej nie przerywa. Diana informuje królową o wywiadzie przed jego emisją, która, jak zauważa królowa, przypada na 48. rocznicę ślubu jej i księcia Filipa. |    |                         |                           |                     |              |                  |
| 49 | 9  | Couple 31               | Para numer 31             | Christian Schwochow | Peter Morgan | 9 listopada 2022 |
| Królowa pisze do Karola i Diany, doradzając im rozwód. Diana radzi sobie z konsekwencjami wywiadu w Panoramie i końcem jej związku z Khanem. Ponieważ Karol i Diana nie mogą dojść do porozumienia w sprawie warunków ugody, królowa prosi Majora o pośrednictwo. Karol korzysta z usług dyrektora ds. Public relations, Marka Bollanda, który radzi mu, aby zgodził się na warunki, aby Karol i Kamila mogli poprawić swój publiczny wizerunek. Karol i Diana zgadzają się na ugodę. Karol odwiedza Dianę w jej mieszkaniu, gdzie oboje prawie się zadośćuczynią, zanim rozmowa zejdzie na ich małżeństwo, w którym to momencie ponownie się kłócą, co skłoniło Karola do wyjścia. Pracownik rządowy finalizuje dokumenty rozwodowe; odcinek kończy się kroniką filmową przedstawiającą Karola i Dianę. |    |                         |                           |                     |              |                  |
| 50 | 10 | Decommisioned           | Wycofany ze służby        | Alex Gabassi        | Peter Morgan | 9 listopada 2022 |
| Partia Pracy kierowana przez Tony’ego Blaira wygrywa wybory parlamentarne w 1997 roku miażdżącą przewagą. Kiedy Blair jasno dał do zrozumienia, że nie sfinansuje nowego jachtu z pieniędzy podatników, a jego propozycja prywatnego finansowania została odrzucona przez królową, postanawia przejść na emeryturę bez zastępstwa. Diana i jej synowie zostają zaproszeni przez Mohameda Al-Fayeda na wakacje do Saint-Tropez. Karol jedzie do Hongkongu, aby wygłosić przemówienie z okazji przekazania Hongkongu. Po ceremonii przekazania spotyka się z Blairem na Britannii, aby omówić modernizację monarchii. Przed likwidacją Britannii, królowa wraca na jacht na prywatne pożegnanie. |    |                         |                           |                     |              |                  |

### Seria 6 (2023)
Seria szósta opisuje wydarzenia z życia Elżbiety z lat 1997–2005.
| Nr | #  | Tytuł               | Polski tytuł        | Reżyseria           | Scenariusz                          | Premiera          |
| --- | -- | ------------------- | ------------------- | ------------------- | ----------------------------------- | ----------------- |
| 51 | 1  | Persona Non Grata   | Persona Non Grata   | Alex Gabassi        | Peter Morgan                        | 16 listopada 2023 |
| W Paryżu samochód wjeżdża do tunelu Pont de l’Alma i ulega awarii, ścigany przez paparazzi. Osiem tygodni wcześniej Diana lobbuje za oficjalną rolą premiera Tony’ego Blaira na rzecz oficjalnej roli w rodzinie królewskiej, ale Elżbieta odrzuca ten pomysł. Diana zabiera swoich dwóch synów, Williama i Harry’ego, na wakacje na jachcie do Saint-Tropez we Francji na zaproszenie Mohameda Al-Fayeda. Karol przygotowuje przyjęcie z okazji 50. urodzin Kamili. Karol prosi Elżbietę, aby wzięła udział w przyjęciu, wiedząc, że zyska to aprobatę dla Kamili, ale ona odmawia. Dodi jedzie do Saint-Tropez za namową Mohameda, zostawiając narzeczoną i jest zszokowany widokiem Diany. Diana namawia podążających za nimi fotografów do opuszczenia, pozując w kostiumie kąpielowym, przyćmiewając przyjęcie Kamili w gazetach i doprowadzając Karola do wściekłości. Dodi zaprasza narzeczoną do Saint-Tropez, ale trzyma ją na mniejszym jachcie, z dala od Diany. Dodi zwierza się Dianie ze swojego przemyślenia na temat swojego małżeństwa, po czym łączą ich trudne relacje z ojcami. Usłyszawszy o przyjęciu od Małgorzaty, Elżbieta mówi Karolowi, że jest szczęśliwa, że on jest szczęśliwy. Dodi mówi Dianie, że zawsze będzie mile widziana. Wracając do Pałacu Kensington, Diana znajduje zaproszenie do Paryża. |    |                     |                     |                     |                                     |                   |
| 52 | 2  | Two Photographs     | Dwa zdjęcia         | Christian Schwochow | Peter Morgan                        | 16 listopada 2023 |
| Rodzina królewska zostaje poinformowana, że Diana spędziła weekend w Paryżu z Dodim, co może skutkować presją na rząd brytyjski w związku z konsekwentną odmową brytyjskiego obywatelstwa Mohamedowi. Mohamed aranżuje zrobienie zdjęć całujących się Diany i Dodiego, co skutkuje wojną licytacyjną ze strony gazet. Zarówno Elżbieta, jak i Diana zostały ostrzeżone o zdjęciach. Diana żegna się z Williamem i Harrym, udaje się do zamku Balmoral w Szkocji, aby spędzić czas z Karolem, i udaje się do Bośni, aby wesprzeć organizację charytatywną Landmine Survivors Network. Jej twórczość zostaje jednak przyćmiona przez publikację fotografii. Doradca Karola ds. public relations, Mark Bolland, informuje go, że Dodi został pozwany przez jego narzeczoną za złamanie kontraktu i namawia go, aby przeciwstawił się Dianie własnymi zdjęciami. Karol namawia Williama i Harry’ego, aby zostali sfotografowani podczas wspólnego spędzania czasu w Balmoral. Elżbieta rozmawia z Filipem o coraz bardziej nieobliczalnym zachowaniu Diany. Diana wycofuje się z Dodim na południe Francji. |    |                     |                     |                     |                                     |                   |
| 53 | 3  | Dis-Moi-Oui         | Dis-Moi-Oui         | Christian Schwochow | Peter Morgan                        | 16 listopada 2023 |
| Diana postanawia wrócić do Londynu. Mohamed mówi Dodiemu, że jeśli poślubi Dianę, uczyni Dodiego równoprawnym partnerem w swojej firmie. W Monte Carlo Diana i Dodi nadal są ścigani przez paparazzi. Wchodzą do sklepu jubilerskiego, szukając schronienia; Dodi pyta, czy jest coś, co jej się podoba, a ona wskazuje pierścionek. Przygotowują się do powrotu do Londynu, ale Dodi planuje zatrzymać się w Paryżu. W Balmoral William uporał się ze swoim pierwszym polowaniem na jelenie. Diana i Dodi nadal są ścigani przez paparazzi w Paryżu; Diana jest oszołomiona, gdy Mohamed oferuje jej Villa Windsor. Diana i Dodi zatrzymują się w Hôtel Ritz Paris; podczas rozmowy telefonicznej z Williamem i Harrym William pyta Dianę, czy poślubi Dodiego. Dodi oświadcza się Dianie z pierścionkiem, ona jednak odpowiada, że nie jest jeszcze gotowa. W końcu diagnozują nawzajem swoje problemy; Dodi mówi jej, że musi zwolnić, a Diana mówi, że musi uciec od Mohameda. Dodi postanawia wrócić do swojego mieszkania; on, Diana i ochroniarz Diany Trevor Rees-Jones wsiadają do samochodu na tyłach hotelu, prowadzonego przez pracownika hotelu Henri Paula. Ścigany przez paparazzi, pędzący samochód ulega awarii. |    |                     |                     |                     |                                     |                   |
| 54 | 4  | Aftermath           | Czas żałoby         | Christian Schwochow | Peter Morgan                        | 16 listopada 2023 |
| Zamek Balmoral budzi się na wieść o wypadku. Mohamed jedzie do Paryża, aby odzyskać ciało Dodiego. Elżbieta, Filip i Karol dowiadują się o śmierci Diany; Karol przekazuje tę wiadomość Williamowi i Harry’emu. Mohamed zwraca majątek Diany rodzinie królewskiej i pisze do niej. Karol leci do Paryża, aby towarzyszyć trumnie Diany w drodze do Wielkiej Brytanii; ma wizję Diany i wyraża żal. Po powrocie do Balmoral Karol opowiada Elżbiecie i Filipowi o reakcjach, których był świadkiem, i nalega na bardziej publiczną reakcję, wbrew decyzji Elżbiety o pozostaniu w Balmoral. Mohamed kładzie Dodiego na spoczynek; dowiaduje się, że pałac nie odpowiedział na jego listy. Mohamed ma wizję Dodiego; przeprasza za to, że miał nieuczciwe oczekiwania, a Dodi przeprasza, że go zawiódł. William opuszcza Balmoral, nie informując nikogo, i wraca czternaście godzin później. Rodzina królewska spotyka się z publiczną reakcją na swoją stonowaną reakcję. Elżbieta ma wizję Diany; zgadza się na uroczysty pogrzeb Diany i wyjazd do Londynu. Filip, William i Harry idą za konduktem pogrzebowym Diany, a Elżbieta wygłasza przemówienie w telewizji. |    |                     |                     |                     |                                     |                   |
| 55 | 5  | Willsmania          | Willsmania          | May el-Toukhy       | Jonathan Wilson, Peter Morgan       | 14 grudnia 2023   |
| Po śmierci Diany Karol stara się nawiązać kontakt z Williamem, który ma obecnie 15 lat. William nalega, aby natychmiast wrócić do internatu Eton College i rzucił się na naukę, mimo zapewnień, że da sobie radę powoli. William zaczyna otrzymywać listy od fanów i entuzjastyczne reakcje tłumów młodych dziewcząt na oficjalnych wydarzeniach, co uważa za niewygodne. William niechętnie dołącza do Karola i Harry’ego podczas oficjalnej wizyty w Kanadzie. Podczas wakacji na nartach w Whistler w Kolumbii Brytyjskiej William mówi Karolowi, że „nienawidzi”; prasę i tłumy. Karol mówi królowej i księciu Filipowi, że według niego William nie może sobie poradzić ze śmiercią Diany. William zostaje zaproszony na herbatę z królową i księciem Filipem, ale zamiast tego spotyka Karola. William oskarża Karola o doprowadzenie Diany do śmierci. Książę Filip spotyka Williama na pogawędkę, podczas której proponuje Williamowi, że jego frustracja wynika z dziedzictwa pozostawionego przez matkę, ale ponieważ nie może się na nią złościć, zamiast tego jest zły na Karola. William składa Karolowi wizytę i ściska go, a książę Filip na to patrzy. William odwiedza grób swojej matki w Althorp. |    |                     |                     |                     |                                     |                   |
| 56 | 6  | Ruritania           | Rurytania           | Erik Richter Strand | Daniel Marc Janes, Peter Morgan     | 14 grudnia 2023   |
| Trwają pierwsze tygodnie bombardowania Jugosławii przez NATO podczas wojny w Kosowie. Postępy są niewielkie, w związku z czym premier Blair zaproponował inwazję lądową, ale prezydent USA Bill Clinton niechętnie wysyła wojska amerykańskie. Blair odbywa tournee po Stanach Zjednoczonych i wygłasza przemówienie, które zjednoczy amerykańską opinię publiczną, co powoduje zmianę zdania Clintona, w wyniku czego prezydent Jugosławii Slobodan Milošević wycofał swoje siły z Kosowa. Blair przeżywa niepowodzenie, gdy po jego przemówieniu Robin Janvrin rezygnuje, aby ustąpić miejsce Robertowi Fellowes. Po rozmowie z osobami pracującymi na tych stanowiskach królowa decyduje się nie kontynuować propozycji. Ponieważ Blair nadal cieszy się większą popularnością niż królowa, królowa prosi Blaira, aby przyjrzał się sposobom modernizacji monarchii. Propozycje Blaira obejmowały redukcję stanowisk w Kosowie. |    |                     |                     |                     |                                     |                   |
| 57 | 7  | Alma Mater          | Alma Mater          | May el-Toukhy       | Jonathan Wilson, Peter Morgan       | 14 grudnia 2023   |
| Podczas Świąt Bożego Narodzenia w 1996 roku nastolatka Kate Middleton i jej matka Carole Middleton ma krótkie spotkanie z Williamem i Dianą. Carole zauważa, że Kate podkochuje się w Williamie. Trzy lata później William kończy studia w Eton i po roku przerwy zapisuje się na Uniwersytet St Andrews studiować historię sztuki. Zauważa Kate, popularną studentkę, studiującą ten sam kurs, i zaczyna ją pociągać. Nawiązuje z nią rozmowę, która początkowo przebiega dobrze, ale potem przypadkowo ją obraża, powodując, że ucieka. Później przeprasza, ale jest rozczarowany, gdy dowiaduje się, że ma chłopaka. Kate zabiera swojego chłopaka na Boże Narodzenie do rodziny, ale zauważa reakcję matki. Kate oskarża matkę o próbę umówienia jej z Williamem, sugerując, aby zmieniła uniwersytet na St Andrews i uczestniczyła w tych samych zajęciach, co William. William mówi Kate, że rozważa opuszczenie uniwersytetu. Kate wysyła SMS-a do Williama, prosząc go, aby nie wychodził. |    |                     |                     |                     |                                     |                   |
| 58 | 8  | Ritz                | Ritz                | Alex Gabassi        | Meriel Sheibani-Clare, Peter Morgan | 14 grudnia 2023   |
| W Dniu Zwycięstwa w Europie w 1945 roku księżniczki Elżbieta i Małgorzata dołączają do świętujących tłumów przed Pałacem Buckingham i udają się do Hotelu Ritz. Elżbieta wyrusza do nocnego klubu na parterze, gdzie tańczy do muzyki jazzowej z amerykańskimi żołnierzami; Małgorzata dostrzega ją i jest zdumiona jej beztroską. W 1998 roku Małgorzata podczas wakacji w Mustique doznaje udaru mózgu i wraca do domu w Anglii, gdzie lekarze zalecają jej, aby rzuciła picie i palenie oraz przeszła badania fizykalne. Podczas wakacji na Karaibach Małgorzata doznaje kolejnego udaru i wraca do Londynu, gdzie Elżbieta może się nią opiekować. Na przyjęciu z okazji 70. urodzin Małgorzata w hotelu Ritz zaczyna opowiadać historię wieczoru swojego i Elżbiety w 1945 roku, ale Elżbieta ją powstrzymuje. Stan zdrowia Małgorzaty jeszcze bardziej się pogarsza po trzecim udarze, a epilog ujawnia, że zmarła we śnie w 2002 roku. |    |                     |                     |                     |                                     |                   |
| 59 | 9  | Hope Street         | Ulica Nadziei       | Erik Richter Strand | Jonathan Wilson, Peter Morgan       | 14 grudnia 2023   |
| Mohamed Al-Fayed występuje w telewizji i oskarża rodzinę królewską o zaplanowanie śmierci Diany i Dodiego, co prowadzi do oficjalnego śledztwa. William dowiaduje się, że Katarzyna i jej chłopak zerwali. William bierze udział w charytatywnym pokazie mody, podczas którego Katarzyna modeluje przezroczystą sukienkę, aby zwrócić jego uwagę. Królowa Elżbieta Królowa Matka umiera, a William wraca do Anglii na jej pogrzeb. Elżbieta prosi Williama, aby wziął udział w jej Złotym Jubileuszu po zachęcie ze strony Tony’ego Blaira, ale mówi mu, że nie musi w tym uczestniczyć, ponieważ obserwuje, jaką wywiera presję jako przyszły król. Karol, William i Harry udzielają wywiadu śledczym zajmującym się Operacją Paget. Sir John Stevens, lider śledztwa, wygłasza przemówienie, w którym obala spiski Mohameda. William dołącza do Katarzyny i jej rodziny, aby obejrzeć jubileusz w telewizji, ale podczas oglądania postanawia wrócić do Londynu, aby dołączyć do swojej rodziny. William i Katarzyna rozpoczynają związek i wraz z przyjaciółmi przeprowadzają się do mieszkania. |    |                     |                     |                     |                                     |                   |
| 60 | 10 | Sleep, Dearie Sleep | Śpij kochanie, śpij | Stephen Daldry      | Peter Morgan                        | 14 grudnia 2023   |
| Gdy zbliżają się 80. urodziny Elżbiety, jej doradcy proszą ją, aby zaczęła planować pogrzeb. Karol decyduje, że chce poślubić Camillę i prosi Elżbietę o pozwolenie, ale ona niechętnie się na to zgadza. Po konsultacji z biskupami Kościoła anglikańskiego oraz Williamem i Harrym, udzielają Karolowi i Camilli pozwolenia na zawarcie małżeństwa. Elżbieta wybiera „Śpij, kochanie, śpij” do zagrania na jej pogrzebie, po zasugerowaniu tego przez dudziarza królewskiego. William, Katarzyna i Harry biorą udział w balu kostiumowym, podczas którego Harry zostaje sfotografowany w nazistowskim mundurze ze swastyką. Następnie Filip pochwala Elżbietę, że zdecydowała się nie abdykować. Wychodząc z kaplicy, Elżbieta wyobraża sobie swoją trumnę i młodsze wersje siebie jako grę „Śpij, kochanie, śpij”. Karol i Camilla pobierają się, co spowodowało potępienie go przez prasę. Elżbieta wyobraża sobie wersję siebie w średnim wieku, która zachęca ją do abdykacji; później wizja młodszej wersji siebie zachęca ją do dalszego panowania. |    |                     |                     |                     |                                     |                   |

## Nagrody
Złote Globy
- 2017 – Najlepszy serial dramatyczny
- 2017 – Najlepsza aktorka w serialu dramatycznym Claire Foy
- 2020 – Najlepsza aktorka w serialu dramatycznym Olivia Colman

Emmy
- 2017 – Najlepszy aktor drugoplanowy w serialu dramatycznym John Lithgow
- 2017 – Najlepsza scenografia w fabularnym programie kostiumowym (godzinnym lub dłuższym) Celia Bobak, Mark Raggett, Martin Childs – za odcinek „Smoke And Mirrors”
- 2017 – Najlepsze kostiumy w serialu, serialu limitowanym lub filmie telewizyjnym – kostiumowym albo fantasy Michele Clapton – Alex Fordham, Emma O’Loughlin, Kate O’Farrell za odcinek „Wolfert on Splash”
- 2018 – Najlepsza aktorka w serialu dramatycznym Claire Foy
- 2018 – Najlepsza reżyseria serialu dramatycznego Stephen Daldry – za odcinek „Paterfamilias”
- 2018 – Najlepsze kostiumy w serialu kostiumowym Jane Petrie – Emily Newby, Barbara Kuznar, Gabrielle Spanswick za odcinek „Dear Mrs. Kennedy”
- 2018 – Najlepsze zdjęcia w serialu godzinnym kręconym przy użyciu jednej kamery Adriano Goldman – za odcinek „Beryl”
- 2018 – Najlepszy dobór obsady serialu dramatycznego

Satelita
- 2017 – Najlepszy serial dramatyczny
- 2020 – Najlepszy aktor w serialu dramatycznym Tobias Menzies

Amerykańska Gildia Aktorów Filmowych
- 2017 – Najlepsza aktorka w serialu dramatycznym Claire Foy
- 2017 – Najlepszy aktor w serialu dramatycznym John Lithgow
- 2018 – Najlepsza aktorka w serialu dramatycznym Claire Foy
- 2020 – Najlepszy zespół aktorski w serialu dramatycznym Ben Daniels, Charles Dance, Charles Edwards, David Rintoul, Erin Doherty, Helena Bonham Carter, Jason Watkins, Josh O’Connor, Marion Bailey, Olivia Colman, Sam Phillips, Tobias Menzies

Amerykańska Gildia Kostiumologów
- 2017 – Najlepsze kostiumy w serialu kostiumowym Michele Clapton
- 2018 – Najlepsze kostiumy w serialu kostiumowym Jane Petrie

Amerykańskie Stowarzyszenie Operatorów Filmowych
- 2018 – Najlepsze zdjęcia do serialu w telelwizji niekomercyjnej Adriano Goldman – za odcinek „Smoke and Mirrors”
- 2019 – Najlepsze zdjęcia do serialu w telelwizji niekomercyjnej Adriano Goldman – za odcinek „Beryl”

Critics’ Choice Television
- 2016 – Najlepszy aktor drugoplanowy w serialu dramatycznym John Lithgow

Światowa Akademia Muzyki Filmowej
- 2017 – Najlepszy telewizyjny kompozytor roku Rupert Gregson-Williams